# Robert al III-lea de Worms
Robert al III-lea de Worms (n.  ?, Saxonia, Germania), numit și Rutpert, a fost conte de Worms și Rheingau. Făcea parte dintre Robertieni⁠(d), o familie de nobili franci.